# Kyselina šikimová
Kyselina šikimová, běžněji známá jako aniontová sloučenina šikimát, je cyklohexen, cyklitol a cyklohexankarboxylová kyselina . Je to důležitý biochemický metabolit vyskytující se v rostlinách a mikroorganismech. Jeho název pochází z japonského květu šikimi (シキミ, nazývaného též japonský badyán (Illicium anisatum), ze kterého byl poprvé izolován, a to v roce 1885 Johanem Fredrikem Eykmanem. K objasnění její struktury došlo téměř o 50 let později.

## Vlastnosti
Je uvedena v seznamu karcinogenů skupiny 3 Mezinárodní agentury pro výzkum rakoviny. Skupina 3 znamená, že činidlo není klasifikovatelné z hlediska jeho karcinogenity pro člověka.
Kyselina šikimová je mj. glykosidickou součástí některých hydrolyzovatelných tříslovin. Kyselina je vysoce rozpustná ve vodě a nerozpustná v nepolárních rozpouštědlech, a proto je kyselina šikimová účinná pouze proti grampozitivním bakteriím, kvůli nepropustnosti gramnegativ vnější membrány buněk. 
Je součástí šikimátové metabolické dráhy rostlin a mikroorganismů.

## Biosyntéza
Fosfoenolpyruvát a erythróza-4-fosfát reagují za vzniku 3-deoxy-D-arabinoheptulózonát-7-fosfátu (DAHP) v reakci katalyzované enzymem DAHP syntázou. DAHP se poté transformuje na 3-dehydrochinát (DHQ) reakcí katalyzovanou DHQ syntázou. Ačkoli tato reakce vyžaduje nikotinamidadenindinukleotid (NAD) jako kofaktor, enzymatický mechanismus jej regeneruje, což v důsledku znamená, že se žádný NAD nepoužije.
DHQ se dehydratuje na kyselinu 3-dehydrošikimovou enzymem 3-dehydrochinátdehydratázou, a ta se redukuje na kyselinu šikimovou šikimátdehydrogenázou, která používá nikotinamidadenindinukleotidfosfát (NADPH) jako kofaktor.

Biosyntéza kyseliny šikimové z 3-dehydrochinátu

## Použití
Ve farmaceutickém průmyslu se používá jako základní materiál pro výrobu oseltamiviru (Tamiflu), získává se pro tyto účely z badyánu (Illicium verum). Ačkoli je kyselina šikimová přítomná ve většině autotrofních organismů, jedná se o meziprodukt biosyntéz, a obecně se tak vyskytuje ve velmi nízkých koncentracích.
Nízký izolační výnos kyseliny šikimové z badyánu je považován za důvod nedostatku oseltamiviru v roce 2005. Kyselinu šikimovou lze také extrahovat ze semen ovoce Ambroně západní, která pochází ze Severní Ameriky. Výtěžnost této metody je kolem 1,5 %; například jsou potřeba 4 kg semen na výrobu 14 balení Tamiflu; výtěžnost z badyánu  bývá 3 až 7 %. Studie z roku 2010, vydaná na univerzitě v Maine, ukázala, že kyselinu šikimovou lze také snadno extrahovat z jehličí několika druhů borovic. 
Jako náhrada za kyselinu šikimovou se pro výrobu oseltamiviru dá použít kyselina aminošikimová.

## Chemické prostředky
Šikimát lze použít pro syntézu kyseliny (6S)-6-fluorošikimové, což je antibiotikum, které inhibuje aromatickou biosyntetickou dráhu.
Glyfosát, aktivní složka herbicidu Roundup, zabíjí rostliny tím, že potlačuje právě šikimátovou metabolickou dráhu. Přesněji řečeno glyfosát inhibuje enzym 5-enolpyruvylšikimát-3-fosfátsyntázu (EPSPS). Geneticky modifikované plodiny, které jsou tzv. „připravené na Roundup“ tuto inhibici překonávají.